# Prince de sang (Krondor)
Prince de Sang est le premier tome de la série de la série Les Nouvelles Chroniques de Krondor appelée aussi L'Entre-deux-guerres par Raymond E. Feist.

## Résumé
Borric et Erland, les deux fils ainés du prince de Krondor Arutha, sont envoyés en mission diplomatique à Kesh, au cœur de l'empire de Kesh la Grande pour représenter le Royaume des Isles au jubilé en l'honneur de l'anniversaire de l'impératrice de Kesh. Ils sont accompagnés des barons James et Locklear. Avant même leur départ de Krondor, une tentative d'assassinat contre Borric, l'héritier du trône des Isles échoue grâce à Jimmy, qui découvre que l'assassin est un Keshian, de sang-pur, ce qui signifie qu'il fait partie de la haute noblesse keshiane.
Arutha décide d'envoyer ses fils au Port des Étoiles, duché de Pug où ce dernier a construit un lieu d'étude sur la magie et où vit une communauté de magiciens. Jimmy y fait la rencontre de Gamina, fille adoptive de Pug, qui a la capacité de lire dans les pensées. Ils tombent amoureux l'un de l'autre et Jimmy demande donc sa main à Pug. Grâce à sa magie, ce dernier contacte Arutha, qui donne son consentement, et nomme Jimmy comte de la cour. Celui-ci et Gamina se marient donc avant de partir pour Kesh avec les deux princes.
Dans le désert, la petite compagnie est attaquée par des bandits. Borric est fait prisonnier et emmené à Durbin (pour être vendu comme esclave) d'où il s'évadera avec l'aide d'un petit mendiant, Suli Abul. Borric s'échappe sur un bateau pour quitter Durbin, manque de couler et est repêché par un navire. Il y travaille pour rejoindre Farafrà et y gagne le surnom de "le Fou". Lui et son compagnon rencontrent un mercenaire du nom de Ghuda Bulé, ainsi qu'un Isalani, magicien facétieux, Nakor, qui vont les aider.
Pendant ce temps, Erland, Locklear, James et Gamina le croient mort et continuent leur périple vers le palais de l'impératrice pour assister à son jubilé. Ils se rendent vite compte qu'un complot a été instigué afin de tuer les princes et d'amener une guerre entre Kesh et le Royaume. En effet, la fille de Lakeisha, Sojiana est assassinée. Ils seront mêlés à ces intrigues et Locklear paiera de sa vie son aventure avec Sojiana, mais l'arrivée de Borric et de ses trois amis vont chambouler les plans de leurs ennemis.
Il s'avère qu'un des Sang-pur de la cour, Nirome, voulait s'emparer du pouvoir en éliminant l'héritière de l'impératrice et en faisant peser les soupçons sur son fils, Awari ; il aurait alors épousé sa petite-fille, ce qui aurait fait de lui l'empereur de Kesh. Mais les deux princes, au péril de leur vies, démasquèrent le complot qui échoua donc de peu. Le traître est condamné à une mort avilissante et l'Impératrice nomme son neveu Diigai héritier, le mariant à la fille de Sojiana que Nirome voulait épouser.
À leur retour à Krondor, les deux princes se sont assagis, mûris par leurs épreuves. De son côté, James est prévenu par Arutha que Gardan, le chambellan va prendre sa retraite. Cependant, au lieu de le nommer enfin duc de Krondor, le Prince l'envoie à Rillanon pour devenir le premier conseiller de son frère Lyam. Jimmy conclut qu'Arutha « gâche tout le plaisir ! ».